# Grand Prix automobile de Tripoli 1935
Le Grand Prix automobile de Tripoli 1935 est un Grand Prix qui s'est tenu sur le circuit de la Mellaha le 12 mai 1935.

## Grille de départ
| 1re ligne | Pos. 5                |                    | Pos. 4                   |                               | Pos. 3              |                    | Pos. 2            |                  | Pos. 1             |
| --------- | --------------------- | ------------------ | ------------------------ | ----------------------------- | ------------------- | ------------------ | ----------------- | ---------------- | ------------------ |
|           | Fagioli Mercedes-Benz |                    | Magistri Alfa Romeo      |                               | Barbieri Alfa Romeo |                    | Premoli Maserati  |                  | Dreyfus Alfa Romeo |
| 2e ligne  |                       | Pos. 9             |                          | Pos. 8                        |                     | Pos. 7             |                   | Pos. 6           |                    |
|           |                       | Brivio Alfa Romeo  |                          | Étancelin Maserati            |                     | Zehender Maserati  |                   | Siena Alfa Romeo |                    |
| 3e ligne  | Pos. 14               |                    | Pos. 13                  |                               | Pos. 12             |                    | Pos. 11           |                  | Pos. 10            |
|           | Ghersi Alfa Romeo     |                    | Caracciola Mercedes-Benz |                               | Varzi Auto Union    |                    | Tadini Alfa Romeo |                  | Sommer Alfa Romeo  |
| 4e ligne  |                       | Pos. 18            |                          | Pos. 17                       |                     | Pos. 16            |                   | Pos. 15          |                    |
|           |                       | Rosa Maserati      |                          | Balestrero Alfa Romeo         |                     | Soffietti Maserati |                   | Farina Maserati  |                    |
| 5e ligne  | Pos. 23               |                    | Pos. 22                  |                               | Pos. 21             |                    | Pos. 20           |                  | Pos. 19            |
|           | Pintacuda Alfa Romeo  |                    | Widengren Maserati       |                               | Nuvolari Alfa Romeo |                    | Ruesch Maserati   |                  | Taruffi Maserati   |
| 6e ligne  |                       | Pos. 27            |                          | Pos. 26                       |                     | Pos. 25            |                   | Pos. 24          |                    |
|           |                       | Bonetto Alfa Romeo |                          | Von Brauchitsch Mercedes-Benz |                     | Carraroli Maserati |                   | Stuck Auto Union |                    |
| 7e ligne  | Pos. 32               |                    | Pos. 31                  |                               | Pos. 30             |                    | Pos. 29           |                  | Pos. 28            |
|           |                       |                    |                          |                               |                     |                    |                   |                  | Chiron Alfa Romeo  |

## Classement de la course
| Pos | no | Pilote                   | Écurie                          | Châssis              | Tours | Temps/Abandon     | Grille |
| --- | -- | ------------------------ | ------------------------------- | -------------------- | ----- | ----------------- | ------ |
| 1   | 26 | Rudolf Caracciola        | Daimler-Benz AG                 | Mercedes-Benz W25    | 40    | 2 h 38 min 47 s 6 | 13     |
| 2   | 24 | Achille Varzi            | Auto Union                      | Auto Union Type B    | 40    | + 1 min 6 s 6     | 12     |
| 3   | 10 | Luigi Fagioli            | Daimler-Benz AG                 | Mercedes-Benz W25    | 40    | + 2 min 16 s 3?   | 5      |
| 4   | 42 | Tazio Nuvolari           | Scuderia Ferrari                | Alfa Romeo Bi-motore | 40    | + 7 min 48 s 8    | 21     |
| 5   | 56 | Louis Chiron             | Scuderia Ferrari                | Alfa Romeo Bi-motore | 40    | + 10 min 26 s 4   | 28     |
| 6   | 2  | René Dreyfus             | Scuderia Ferrari                | Alfa Romeo Tipo B    | 40    | + 10 min 27 s 6   | 1      |
| 7   | 20 | Raymond Sommer           | Privé                           | Alfa Romeo Tipo B    | 40    | + 11 min 33 s 2   | 10     |
| 8   | 14 | Goffredo Zehender        | Scuderia Subalpina              | Maserati 6C-34       | 38    | + 2 tours         | 7      |
| 9   | 50 | Guglielmo Carraroli (de) | Privé                           | Maserati 8CM         | 37    | + 3 tours         | 25     |
| 10  | 22 | Mario Tadini             | Scuderia Ferrari                | Alfa Romeo Tipo B    | 37    | + 3 tours         | 11     |
| Abd | 36 | Archimede Rosa           | Privé                           | Maserati 8CM         | 37    |                   | 18     |
| Abd | 34 | Renato Balestrero        | Auto Union                      | Auto Union Type B    | 35    |                   | 17     |
| Abd | 30 | Giuseppe Farina          | Gino Rovere/Scuderia Subalpina? | Maserati 6C-34       | 28    | Carburateur       | 15     |
| Abd | 16 | Philippe Étancelin       | Scuderia Subalpina              | Maserati 6C-34       | 24    | Carburateur       | 8      |
| Abd | 48 | Hans Stuck               | Auto Union                      | Auto Union Type B    | 20    | Feu               | 24     |
| Abd | 38 | Piero Taruffi            | Privé                           | Maserati 8CM         | 17    |                   | 19     |
| Abd | 8  | Costantino Magistri      | Privé                           | Alfa Romeo Monza     | 16    |                   | 4      |
| Abd | 46 | Carlo Maria Pintacuda    | Scuderia Ferrari                | Alfa Romeo Tipo B    | 14    |                   | 23     |
| Abd | 18 | Antonio Brivio           | Scuderia Ferrari                | Alfa Romeo Tipo B    | 13    | Accident          | 9      |
| Abd | 28 | Pietro Ghersi            | Scuderia Subalpina              | Alfa Romeo Monza     | 11    |                   | 14     |
| Abd | 54 | Felice Bonetto           | Privé                           | Alfa Romeo Monza     | 7     |                   | 27     |
| Abd | 4  | Luigi Premoli            | Privé                           | Maserati 8CM         | 6     | Pompe à essence   | 2      |
| Abd | 40 | Hans Ruesch              | Privé                           | Maserati 8CM         | 6     | Pompe à essence   | 20     |
| Abd | 52 | Manfred von Brauchitsch  | Daimler-Benz AG                 | Mercedes-Benz W25    | 5     | Moteur            | 26     |
| Abd | 6  | Ferdinando Barbieri      | Privé                           | Alfa Romeo Monza     | 4     |                   | 3      |
| Abd | 32 | Luigi Soffietti          | Privé                           | Maserati 8CM         | 4     | Valve             | 16     |
| Dsq | 44 | Per-Wiktor Widengren     | Privé                           | Maserati 8CM         | 3     | Disqualifié       | 22     |
| Abd | 12 | Eugenio Siena            | Scuderia Subalpina              | Alfa Romeo Monza     | 2     |                   | 6      |
| Np  | 58 | Earl Howe                | Privé                           | Maserati 8CM         |       | Non partant       |        |
| Np  | 60 | Marcel Lehoux            | SEFAC                           | SEFAC                |       | Non partant       |        |

- Légende: Abd.=Abandon - Np.=Non partant - Dsq.=Disqualifié.

## Pole position et record du tour
- Pole position : René Dreyfus.
- Meilleur tour en course : Rudolf Caracciola en 3 min 34 s 2.